# Henri Coupin
Henri Eugène Victor Coupin (né le 19 octobre 1868 à Paris où il est mort le 21 janvier 1937) est un auteur et botaniste français.

## Biographie
Né à Paris, Henri commence ses études à Bordeaux où son père est directeur d'une école commerciale ;  plus tard, il revient dans la capitale pour terminer ses études.
Docteur en sciences naturelles, il devient préparateur du P.C.N, chef de travaux d'histoire naturelle de la Sorbonne et maître de conférences.
À cause de sa surdité presque totale, il dut abandonner sa carrière professorale. Ce handicap ne l’empêcha pas d'être tenu en très haute estime par ses maîtres Gaspard Chatin, Gaston Bonnier et Pierre Augustin Dangeard.
Considéré comme un travailleur inépuisable et comme un vulgarisateur de talent, il est l'auteur de plusieurs manuels scientifiques et de nombreux ouvrages réputés ; ses vulgarisations ont aussi connues un grand succès. Il est l'auteur de plus de 200 ouvrages littéraires et scientifiques.
Sa fille est la zoologiste et éthologue Fernande Coupin.